# Leioproctus subviridis
Leioproctus subviridis là một loài Hymenoptera trong họ Colletidae. Loài này được Cockerell mô tả khoa học năm 1915.